# Chaquiago
Chaquiago är en ort i Argentina.   Den ligger i provinsen Catamarca, i den norra delen av landet, 1 100 km nordväst om huvudstaden Buenos Aires. Chaquiago ligger 1 169 meter över havet och antalet invånare är 1 096.
Terrängen runt Chaquiago är varierad. Närmaste större samhälle är Andalgalá, 5,6 km söder om Chaquiago.
Omgivningarna runt Chaquiago är i huvudsak ett öppet busklandskap. Runt Chaquiago är det mycket glesbefolkat, med 4 invånare per kvadratkilometer.